# インターネット参拝
インターネット参拝（インターネットさんぱい）とは、神社や寺院がウェブサイトを作成して、パソコンの前で参拝を行うことである。「ネット参拝」「ヴァーチャル参拝」とも言う。『産経新聞』が1997年8月24日付で「バーチャル参拝 是か非か」と報じ、それ以降たびたび議論の対象となる。
具体的には、メールで願い事を送信し、それを神職・住職が直接神前・仏前へ祈願する形式が一般的である。お札やお守りの販売も通販で行っている箇所もある。中にはJavaを用いて鈴を振ったり、賽銭を入れたりできるなど本格的なものもある。

## インターネット参拝の是非
インターネット参拝の是非に関して、様々な意見が見られる。
- 肯定派の意見
  - 遠方に神社があるため、直接行くことが困難な人も気軽に出来る[要出典]。
  - 神社が身近になり、より親近感を持ってもらえる[要出典]。
  - 離れた箇所から神社を拝む「遙拝」、代理人に頼む「代拝」と同じである[3]。
- 否定派の意見
  - 信仰するということの尊厳が損なわれかねない[1]。
  - 神前に出向くことが重要である[3]。

全国の神社を管理する神社本庁によれば、2006年時点で、ネット参拝ができる神社は全国で1000社を超えており、「信仰の根幹に関わる問題である」としてインターネット参拝に対して注意喚起を行った。対して、従来の電話やFAXによる祈願受付を現代化しただけとの反論もある。参拝者側を見ると、正規の参拝とインターネット参拝を区別しているとの意見もある。

## コロナ禍による推奨

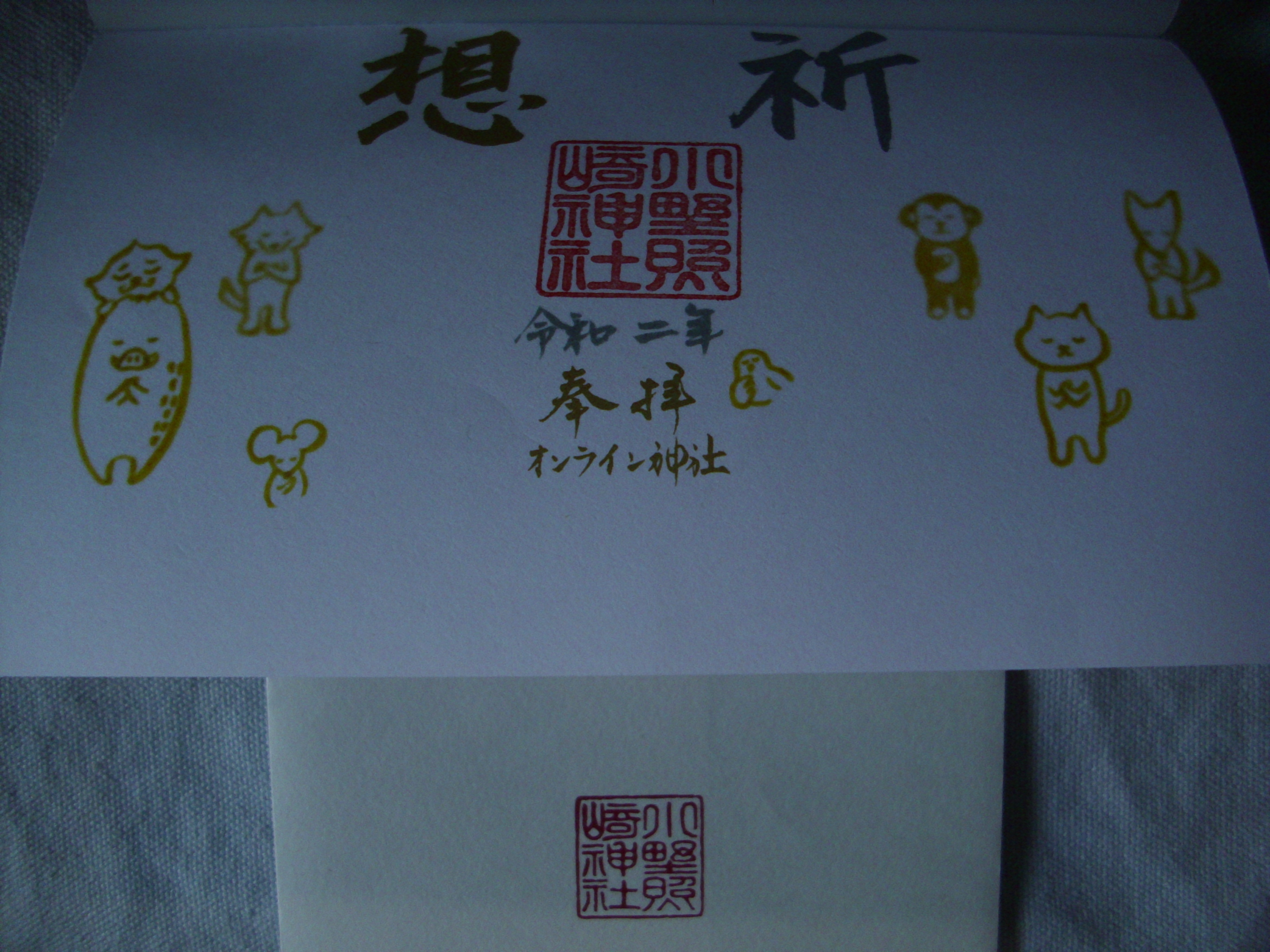
ネット参拝を実施した小野照崎神社の御朱印、「オンライン神社」の記載がある

新型コロナウイルス感染症の流行に伴う緊急事態宣言による外出自粛要請下において、奈良県の世界遺産である東大寺がリモート参拝を実施したことで、インターネット参拝が注目された。
その後、コロナ流行第3波渦中で迎える2021年（令和3年）の初詣において、例年のような参拝者による混雑は3つの密な状態であり、ソーシャルディスタンスを確保することが困難であると予想されることから、インターネット参拝が奨励されるようになった。コロナ禍による影響を受けてオンライン飲み会やオンラインツアーが提唱されたことから、「オンライン初詣」という表現を用いて呼びかけた社寺が増えた。
また、東京都の神田明神ではコロナ下の自宅待機中に人気が高まったオンラインゲームのあつまれ どうぶつの森の中に境内を再現した仮想空間を作成し、バーチャル参拝の場を提供した。
こうした事象に対し、SNS上ではエア参拝といった揶揄する表現もみられる。